# Penroseův trojúhelník

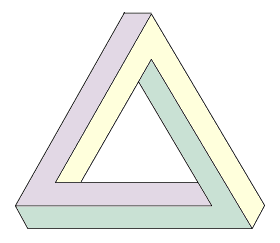
Penroseův trojúhelník

Penroseův trojúhelník (nazývaný také tribar) je obrázek grafického paradoxu. Ukazuje tři trámy, které jsou vzájemně spojené v pravých úhlech, a přesto tvoří trojúhelník. Tím samozřejmě porušují několik zákonů euklidovské geometrie; mezi jinými i zákon, který říká, že součet úhlů v každém trojúhelníku je 180°. Pozorovatel tohoto tělesa jen stěží znovu a znovu interpretuje daný tvar a před očima se míhají různé interpretace jednotlivých částí – délky a umístění v prostoru.

## Objevitel
Tribar se poprvé objevil v roce 1934 v díle švédského umělce Oscara Reutersvärda. Jeho dílo ale zůstalo prakticky až do 80. let 20. století neznámé.
Podruhé se tribar dostal do pozornosti v roce 1954. Tehdy se jím zabýval matematik Roger Penrose, který těleso objevil na výstavě obrazů nizozemského grafika M. C. Eschera. Inspirován Escherovými obrazy se pokusil sám sestrojit další paradoxní obrazy. Společně se svým otcem Lionelem Penrosem, který zkonstruoval „nekonečné schodiště“, publikoval v roce 1958 článek o tribaru v britském časopise Journal of Psychology.

## Tribar v umění
Obrazy založené na stejném principu jako tribar se objevovaly v umění od dob objevení perspektivního zobrazení. Jedním z příkladů je italský umělec Giovanni Battista Piranesi, který vytvářel obrázky „nemožné“ architektury.
Ve 20. století takto od 30. let experimentoval již zmíněný Reutersvärd. Jeho dílo však zůstalo širší veřejnosti neznámé až do 80. let, kdy vydala švédská pošta tři poštovní známky s jeho nemožnými objekty, které využívají stejného principu jako tribar.

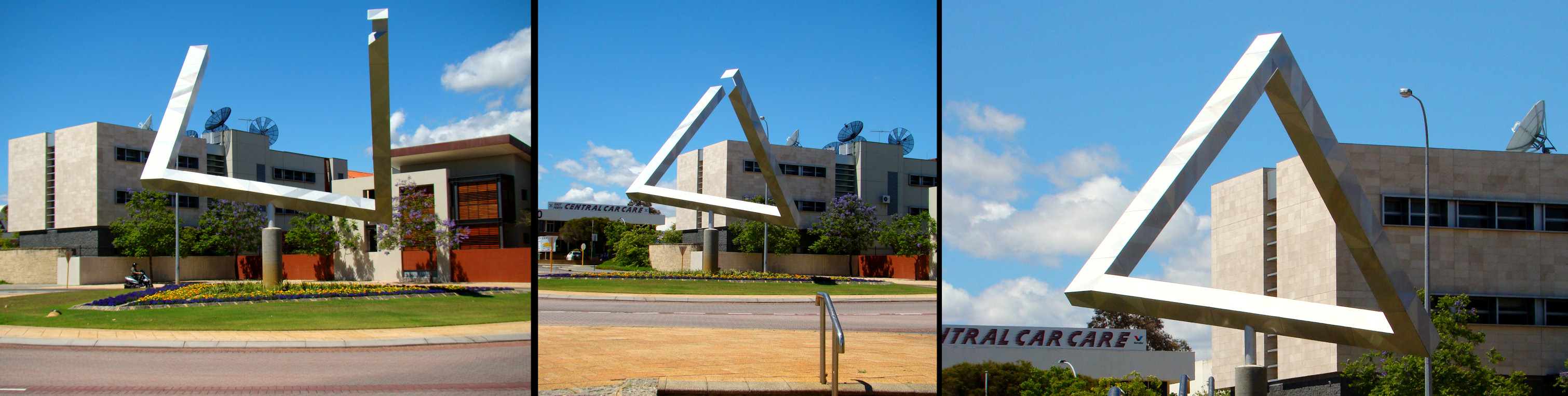
Impossible triangle jako impozantní stavba v australském Perthu. Skulptura je zkonstruována tak, aby při pohledu z určitého místa vznikl dojem Penroseova trojúhelníku (3. obrázek)

Escher ve svých dílech často vycházel z tribaru. Inspirován Penroseovým návrhem schodiště vytvořil obraz Ascending Descending, později přidal obraz Vodopád, na kterém divák pozoruje vodopád, který sám sebe zásobuje vodou. Také ten je založen na stejném principu jako tribar.

## Jak je nemožný objekt jako tribar „možný“?
Penrose dal na tuto otázku velmi jednoduchou odpověď: Každý jednotlivý díl obrazu je možné brát jako zobrazení objektu, který může existovat v reálném světě. Nemožný objekt na obrázku vzniká jako důsledek nesprávného spojení jednotlivých dílů. Vzniká tak klamný dojem existence nemožného.
Nemožné objekty tak splňují dvě podmínky:
- skládají se z jednotlivých dílů, které jsou bezpochyby správné a jejich existence je možná
- jednotlivé díly jsou spojeny takovým způsobem, který je možný pouze na dvojrozměrné ploše obrazu, nikoli však v reálném trojrozměrném světě.

Vnímání těchto objektů je vysvětlováno tím, že vidění není žádný pasivní proces, nýbrž že se jedná o aktivní vnímání viděného, že celkový vjem je něco jiného než pouhé složení jednotlivých částí obrazu a že v některých případech toto vnímání nemusí odhalit nesprávnost interpretace, přestože výsledek vypadá nevěrohodně.

## Další Penroseovy mnohoúhelníky
Na principu Penroseova trojúhelníku lze nakreslit víceméně libovolný n-úhelník, při vyšším počtu hran však nesmyslnost objektu přestává být tak nápadná a působí spíše jen jako propletený věnec.

Penroseův čtverec
Penroseův pětiúhelník
Penroseův šestiúhelník
Penroseův osmiúhelník